# تئاتر کودکان باکو
تئاتر کودکانه باکو (به ترکی آذربایجانی- Bakı Uşaq Teatrı) تئاتری می‌باشد، که در سال ۲۰۰۱ به تأسیس رسیده‌است.

## دربارهٔ تئاتر
علی‌رغم اینکه این تئاتر در سال ۲۰۰۱م. دایر گردیده‌است، در سال ۲۰۰۲ با انتصاب «انتقام سلطانف» به عنوان رئیس و مدیر هنری، تئاتر به فعالیت خود آغاز کرد.
تئاتر کودکان باکو با دستور شماره ۲۶۰ شهرداری باکو مورخ ۹ ماه آوریل سال ۲۰۰۱ و فرمان شماره ۳۲ رئیس اداره فرهنگ و گردشگری شهر باکو به تاریخ ۲۶ آوریل سال ۲۰۰۲ راه اندازی شد. تا به حال قریب به ۱۰۰ نمایش دارای کیفیت سطح بالا در این تئاتر تهیه و به تماشای تماشاگران ارائه گردیده‌است.
این تئاتر تنها تئاتر حرفه‌ای کودکان در منطقه قفقاز می‌باشد. تئاتر کودکان باکو در صدها جشنواره دولتی آذربایجان و بین‌المللی شرکت کرده و گواهینامه‌ها و جوایز زیادی را دریافت نموده‌است.
افزون بر این، تئاتر مذکور پروژه‌های مشترکی را با ادارات و وزارت‌های جمهوری آذربایجان و نیز نمایندگی‌ها و سازمان‌های بین‌المللی انجام داده‌است.
نزدیک به ۷۰ متخصص اطفال در این تئاتر مشغول به کارند. استودیو تئاتر برای کودکان نیازمند مراقبت‌های ویژه در ماه نوامبر سال ۲۰۰۹ به تأسیس رسیده‌است. در مدت کوتاه فعالیت خود، این استودیو قادر بوده‌است تا در چهارمین جشنوارهٔ ملی تماشاهای تعاملی کودکان و جوانان معلول برگزار شده در جمهوری آذربایجان و دومین فستیوال بین‌المللی خلاقیت افراد معلول در مسکو حضور پیدا کرده و حائز گواهینامه‌هایی باشد.
مقر تئاتر تا ۲۳ ماه مه سال ۲۰۰۳ در بلوار باکو و از ۲۴ ماه مه سال ۲۰۰۴ الی ۳۱ ماه مارس سال ۲۰۱۳ در خانه فرهنگ «حسین قلی سارابسکی» باکو قرار می‌گرفت. هم‌اکنون مقر این تئاتر در خانه فرهنگ «قربان عباسف» واقع در قصبه «قره‌چخور» حومه «سوراخانی» باکو قرار دارد.